# Shōjo S
Singles de Scandal
Sakura Goodbye
(2009) Yumemiru Tsubasa
(2009)
Shōjo S (少女S) est le sixième single du groupe japonais Scandal sorti le 17 juin 2009. La chanson est issue de l'album Best Scandal. Le single a été décliné sous plusieurs éditions dont deux limitées avec des titres différents.
Le single s'est classé à la 6e position dans les charts japonais via l'Oricon et à la 7e au Japan Hot 100. Shōjo S s'est écoulé à 33 881 exemplaires vendus et a été certifié disque d'or par la Recording Industry Association of Japan grâce au téléchargement dépassant la barre des 100 000 ventes en août 2009.
La chanson a été utilisée pour l'anime Bleach en tant que 10e thème d'ouverture pour le générique ainsi que pour le jeu Bleach DS 4th: Flame Bringer paru sur Nintendo DS. La chanson est également présente dans le jeu de rythme Taiko no Tatsujin 13.

## Liste des titres

### Édition Single
| 1. | Shōjo S (少女S; Girls)                | Tomomi Ogawa                   | Yuichi Tajika | 3:14 |
| 2. | Natsu Neiro (ナツネイロ; Summer Tone) | Rina Suzuki, Natsumi Kobayashi | MASTERWORKS   | 4:35 |
| 3. | Future                                | Scandal, Natsumi Kobayashi     | Takeo Asami   | 3:36 |

### Édition limitée «Type A»
| 1. | Shōjo S (少女S; Girls)                | Tomomi Ogawa                   | Yuichi Tajika | 3:14 |
| 2. | Natsu Neiro (ナツネイロ; Summer Tone) | Rina Suzuki, Natsumi Kobayashi | MASTERWORKS   | 4:35 |
| 3. | So Easy                               | Scandal, Natsumi Kobayashi     | mitsubaco     | 3:36 |
| 4. | Shōjo S (少女S; Girls)                | (instrumental)                 | Yuichi Tajika | 3:14 |

### Édition limitée «Type B»
| 1. | Shōjo S (少女S; Girls)                | Tomomi Ogawa                   | Yuichi Tajika | 3:14 |
| 2. | Natsu Neiro (ナツネイロ; Summer Tone) | Rina Suzuki, Natsumi Kobayashi | MASTERWORKS   | 4:35 |
| 3. | Future                                | Scandal, Natsumi Kobayashi     | Takeo Asami   | 3:36 |
| 4. | Shōjo S (少女S; Girls)                | (instrumental)                 | Yuichi Tajika | 3:14 |